# The Big Kick
The Big Kick è un cortometraggio statunitense del 1930, diretto da Warren Doane, con Harry Langdon. È la versione anglofona del film La estacion de gasolina, del medesimo anno, sempre con Langdon.

## Trama
Rari clienti si riforniscono alla stazione di servizio gestita da Harry e dalla fidanzata. Vi passa però la polizia, all’inseguimento (da più di una decina d’anni) di alcuni contrabbandieri.
Dopo svariati automobilisti che si fermano solo per chiedere un’indicazione stradale (sempre la stessa), arriva un pulmino con alcuni passeggeri: Harry non fa tempo ad avvicinarsi che si apre una sparatoria fra gli autisti della vettura e i poliziotti appostati nelle vicinanze.
Si tratta dei contrabbandieri, che vengono catturati grazie all’azione della fidanzata di Harry, che eleva il pulmino su un muletto girevole, mentre Harry recupera i “passeggeri”, che non sono altro che manichini all’interno dei quali era nascosta la merce di contrabbando.